# Paiement instantané
Le paiement instantané (parfois appelé paiement en temps réel ou paiement rapide) est une méthode de transfert électronique de fonds, permettant un transfert d'argent presque immédiat entre des comptes bancaires. Elle contraste avec les délais de transfert d'un à trois jours ouvrables des méthodes classiques de transfert en vigueur jusqu'au milieu des années 2010.
Depuis le milieu des années 2010, de nombreux pays ont mis en place des systèmes de paiement instantané qui accélèrent les transferts entre comptes bancaires en réponse à l'évolution de la demande des clients pour des transactions plus rapides.

## Définition
En 2018, l'Euro Retail Payments Board (ERPB) a défini les paiements instantanés de la façon suivante :
« Electronic retail payment solutions available 24/7/365 and resulting in the immediate or close-to-immediate interbank clearing of the transaction and crediting of the payee’s account with confirmation to the payer (within seconds of payment initiation). »
« Solution de paiement électronique disponible 24 heures sur 24, 7 jours sur 7 et 365 jours par an, entraînant la compensation interbancaire immédiate ou quasi-immédiate de la transaction et le crédit du compte du bénéficiaire avec confirmation au payeur (dans les secondes qui suivent l'initiation du paiement). »
— 

## Histoire
À l'origine, la compensation des paiements était basée sur le cycle de compensation des chèques (en) qui exigeait que des chèques physiques soient échangés par les banques dans des chambres de compensation (en) pour que des paiements puissent être effectués entre des comptes bancaires. Avec l'arrivée des paiements électroniques à partir des années 1970, les délais et processus identiques ont été utilisés pour régler ces paiements.
La croissance du commerce en ligne depuis les années 2000 a provoqué un changement dans les habitudes de consommation et les attentes des consommateurs. Les achats ne se limitent plus aux heures normales d’ouverture, ce qui crée de nouveaux défis pour les transferts de fonds. De même, les commerçants ont besoin de systèmes de transfert d’argent plus rapides et plus fiables pour répondre aux demandes des consommateurs.
Les paiements électroniques traditionnels comme les virements bancaires, qui effectuent les transferts de fonds électroniques en quelques jours ouvrables, ne répondent pas aux attentes des utilisateurs,.

## Systèmes de paiement instantané notables par pays
| Nom                                    | Pays           | Date de lancement | Moyen de paiement                                                                      | Identifiants                                                                           | Volume de transactions par an (en milliards) |
| -------------------------------------- | -------------- | ----------------- | -------------------------------------------------------------------------------------- | -------------------------------------------------------------------------------------- | -------------------------------------------- |
| New Payments Platform (NPP)            | Australia      | 2018              | Compte bancaire                                                                        | Numéro de téléphone, adresse e-mail or Australian Business Number                      | 1.2 (2022)                                   |
| Pix                                    | Brazil         | 2020              | Compte bancaire                                                                        | QR code Pix Key/Alias                                                                  | 42 (2023)                                    |
| Internet Banking Payment System (IBPS) | China          | 2010              | Compte bancaire e-wallet                                                               | QR Code Numéro de téléphone                                                            | 18 (2022),                                   |
| MobilePay                              | Denmark        | 2013              | Compte bancaire                                                                        | Numéro de téléphone                                                                    | -                                            |
| MobilePay                              | Finland        | 2013              | Compte bancaire                                                                        | Numéro de téléphone                                                                    | -                                            |
| Faster Payment System (FPS)            | Hong Kong      | 2018              | e-wallet, Compte bancaire                                                              | QR Code Numéro de téléphone                                                            | 0.531 (2023)                                 |
| GIRO Zrt                               | Hungary        | 2020              | Compte bancaire                                                                        | Compte bancaire Number Numéro de téléphone adresse e-mail Tax Number                   | -                                            |
| Unified Payments Interface (UPI)       | India          | 2016              | Compte bancaire Portefeuille prépayé Carte de crédit Ligne de crédit CBDC Stored Value | QR Code NFC UPI ID Numéro de téléphone Sound Pattern Compte bancaire Number with IFSC  | 117.6 (2023),                                |
| Immediate Payment Service (IMPS)       | India          | 2010              | Compte bancaire                                                                        | Mobile Money Identifier (MMID) Compte bancaire Number with IFSC.                       | 5.8 (2023)                                   |
| ZENGIN                                 | Japan          | 1973              | Compte bancaire                                                                        | Account Number                                                                         | 3 (2023)                                     |
| CliQ                                   | Jordan         | 2020              | Compte bancaire                                                                        | IBAN Account number Alias                                                              | 0.03 (2023)                                  |
| Raast                                  | Pakistan       | 2019              | Compte bancaire                                                                        | IBAN Numéro de téléphone                                                               | 0.16 (2023)                                  |
| InstaPay                               | Philippines    | 2018              | Compte bancaire e-wallet                                                               | QR Code Account Number and Recipient's Bank Name Numéro de téléphone adresse e-mail ID | 0.74 (2023)                                  |
| PESONet                                | Philippines    | 2017              | Compte bancaire e-wallet                                                               | Account Number and Recipient's Bank Name Numéro de téléphone adresse e-mail ID         | 0.08 (2023)                                  |
| Blik                                   | Poland         | 2015              | Compte bancaire                                                                        | NFC Dynamic Code                                                                       | 1.80 (2023)                                  |
| Fast and Secure Transfers (FAST)       | Singapore      | 2014              | Compte bancaire                                                                        | Compte bancaire Number with Bank Code                                                  | 0.29 (2022)                                  |
| PayNow                                 | Singapore      | 2017              | Compte bancaire                                                                        | QR Code NRIC Numéro de téléphone                                                       | 0.31 (2022)                                  |
| Bizum                                  | Spain          | 2016              | Compte bancaire                                                                        | Numéro de téléphone QR Code                                                            | 1 (2022)                                     |
| Swish                                  | Sweden         | 2012              | Compte bancaire                                                                        | QR Code Numéro de téléphone                                                            | -                                            |
| Twint                                  | Switzerland    | 2017              | Compte bancaire                                                                        | QR Code Numéro de téléphone Dynamic Token                                              | 0.59 (2023)                                  |
| PromptPay                              | Thailand       | 2021              | Compte bancaire                                                                        | QR Code Numéro de téléphone                                                            | 3.6 (2023)                                   |
| Faster Payment Service (FPS)           | United Kingdom | 2008              | Compte bancaire                                                                        | Account Number and Recipient Name QR Code                                              | 4.5 (2023)                                   |
| Zelle                                  | United States  | 2017              | Compte bancaire                                                                        | adresse e-mail Numéro de téléphone                                                     | 2.3 (2022)                                   |
| FedNow                                 | United States  | 2023              | Compte bancaire                                                                        |                                                                                        |                                              |
| EasyPay                                | Ukraine        | 2009              | Compte bancaire                                                                        | Numéro de téléphone                                                                    | 0.05 (2021)                                  |